# 鈴木央
鈴木 央（すずき なかば、1977年2月8日 - ）は、日本の漫画家。福島県須賀川市出身。男性。既婚者。愛称は「央（なかば）」の名前から取られた「ばっちょ」。
1998年に『週刊少年ジャンプ』で開始した『ライジングインパクト』で連載デビュー。作品に『ライジングインパクト』、『僕と君の間に』、『ブリザードアクセル』、『金剛番長』、『七つの大罪』、『黙示録の四騎士』などがある。

## 略歴
- 1994年 - 『Revenge』がホップ☆ステップ賞で佳作を受賞し漫画家デビュー。
- 1996年 - 『SAVAGE』で、『週刊少年ジャンプ』本誌デビュー。
- 1998年 - 『週刊少年ジャンプ』にて『ライジングインパクト』連載開始。
- 1999年 - 『ライジングインパクト』が連載終了となるも、読者の要望を受け再開。
- 2002年 - 『ライジングインパクト』連載終了。半年後、『Ultra Red』連載開始。
- 2003年 - 『Ultra Red』連載終了。
- 2004年 - 『ウルトラジャンプ』にて『僕と君の間に』連載開始。
- 2005年 - 『週刊少年サンデー』にて『ブリザードアクセル』連載開始。
- 2006年 - 『僕と君の間に』連載終了。
- 2007年 - 『ブリザードアクセル』連載終了。約5か月後に『金剛番長』連載開始。
- 2010年 - 『金剛番長』連載終了[3]。
- 2011年 - 『ミラクルジャンプ』にて『神契り』集中連載。『ウルトラジャンプ』にて読切『迷え子羊たち！』[4]、『週刊少年チャンピオン』にて読切『ちぐはぐラバーズ』[5]、『週刊少年マガジン』にて読切『七つの大罪』掲載[6]。
- 2012年 - 『週刊少年チャンピオン』15号から30号まで『ちぐはぐラバーズ』連載[7]。『週刊少年マガジン』にて『七つの大罪』連載[8][9]。
- 2014年 - 『七つの大罪』がテレビアニメ化される。（鈴木作品では初の映像化）
- 2015年 - 『七つの大罪』で第39回講談社漫画賞・少年部門を受賞[10]。
- 2020年 - 『七つの大罪』連載終了[11]。
- 2021年 - 『週刊少年マガジン』にて『七つの大罪』の続編にあたる『黙示録の四騎士』連載開始[12]。
- 2023年 - 『黙示録の四騎士』がテレビアニメ化される[13]。
- 2024年 - 『ライジングインパクト』がアニメ化されNetflixにて配信される。

## 特徴

### 作風
自身の格闘技好きから来る熱い線、趣味の少女漫画に影響を受けた繊細な画風、ファンタジー風の背景が特徴。デビュー作『Revenge』やその後発表した読切は、いずれも中世ヨーロッパ的な世界観のファンタジー漫画だった。
初連載『ライジングインパクト』はゴルフをテーマにしたスポーツ漫画だったが、多くのキャラクターの名前が『アーサー王物語』から取られ、また扉絵などではしばしばファンタジー風のイメージイラストが描かれた。『金剛番長』については当初ファンタジー漫画の予定で連載企画を進めていたが、打ち合わせの最中に冗談で挙がった「番長漫画」のアイデアが盛り上がり、そのまま本採用された。
これらの経緯からいくつかの連載作品の中でファンタジーを扱ったのは『僕と君の間に』と『七つの大罪』で、純粋なファンタジー漫画は『僕と君の間に』のみ（『七つの大罪』はアクション要素が含まれた「アクションファンタジー」の色が強い）となっている。

### 速筆に関するエピソード
『週刊少年ジャンプ』時代は誌内でも有数の速筆で、原稿を落とすことはなく、その上週2日休めていた。『ライジングインパクト』連載初期はアシスタントを使わず1人で執筆していたが、連載が進むにつれ仕事量が増えてきたことから、途中からアシスタントとして、小学校時代からの幼馴染の女性の「黒峰さん（仮）」を迎えた（名前の由来は、似顔絵に『ライジングインパクト』の「黒峰美花」というキャラクターの顔を代用したためである）。この女性とは後に結婚し、名前の表記も「黒峰さん（嫁）」となった。
『週刊少年マガジン』に移籍した現在も、同世代の真島ヒロなどと並び誌内でも有数の速筆といわれ、本誌に一挙2話を掲載することも少なくない。そのため『七つの大罪』はコミックス第1巻発売から、2か月に1巻のペースで刊行され続けている。現在でもアシスタントに任せるのはトーンやベタ塗りなどの処理のみで、キャラクターや背景は本人が執筆しているという。

### 連載誌に関するエピソード
『Ultra Red』の打ち切り最終回で、背景の群衆の1人の服に「BYE BYE JUMP」という言葉を忍ばせており、この言葉通り鈴木は後に『週刊少年ジャンプ』から『ウルトラジャンプ』を経て、『週刊少年サンデー』に移籍した。『金剛番長』終了後は小学館以外の雑誌にも作品を掲載し、2011年には『週刊少年チャンピオン』と『週刊少年マガジン』に読み切りを、さらに2012年にはそれぞれに連載作品を掲載。この時点で日本で発行されていた4つの週刊少年漫画誌全てに連載作品を掲載した漫画家の一人となった。

## 作品リスト

### 連載
- ライジングインパクト（『週刊少年ジャンプ』1998年52号 - 1999年16号、1999年27号 - 2002年12号） - 一度打ち切りとなった後で連載再開が決まった。
- Ultra Red（『週刊少年ジャンプ』2002年45号 - 2003年29号）
- 僕と君の間に（『ウルトラジャンプ』2004年 - 2006年）
- ブリザードアクセル（『週刊少年サンデー』2005年15号 - 2007年27号）
- 金剛番長（『週刊少年サンデー』2007年47号 - 2010年15号）
- 神契り（『ミラクルジャンプ』2011年No.01 - No.03）
- ちぐはぐラバーズ（『週刊少年チャンピオン』2012年15号 - 2012年30号）
- 七つの大罪（『週刊少年マガジン』2012年45号 - 2020年17号）
- 黙示録の四騎士（『週刊少年マガジン』2021年9号 - 連載中）

### 読み切り
○は『七つの短編』に収録。
- Revenge（『'95 Spring Special』掲載） - デビュー作、『ホップ☆ステップ賞SELECTION』15巻に収録。
- 小さな街角の夢（『'95 Winter Special』掲載）
- SAVAGE（『週刊少年ジャンプ』1996年46号） - 『Revenge』の続編。
- 太陽の主（『赤マルジャンプ』1998 WINTER） - 『ライジングインパクト』2巻に併録。
- ○ メモリーオブムーン（『週刊ヤングジャンプ』2004年14・15号）
- ゴー！ブレイクスルー!!（『IKKI』2004年3月号）
- ○ ブリザードアクセル（『週刊少年サンデー』2004年28号）
- ○ 迷え子羊たち！（『ウルトラジャンプ』2010年1月号、2011年2月号）
- ○ カウガール対空飛ぶ円盤（『サンデーGX』2010年10月号）
- 連載詩 空が分裂する（『別冊少年マガジン』2011年5月号） - 見開きイラスト1枚。
- ちぐはぐラバーズ（『週刊少年チャンピオン』2011年20・21号）
- ○ 七つの大罪（『週刊少年マガジン』2011年第52号）
- 忍参〜シロイ・シノビ・マイル〜（『チャンピオンRED』2013年3月号）
- ○ 無慈悲なカントリーガール（『ビッグコミックスピリッツ』2014年30号）
- カンタンZ〜簡単探偵・勘太、最初で最後の事件〜（『ヤングマガジンサード』2015年Vol.6） - 架空の連載の第100話という設定で描かれた[18]。
- 七つの大罪 はじまりを誘う雨の森（『週刊少年マガジン』2020年36・37合併号）
- その転校生Xにつき（『マンガワン』2020年10月31日、11月7日）

### 書籍
- 『ライジングインパクト』、集英社〈ジャンプ コミックス〉1999年 - 2002年、全17巻
  - （新装版）集英社〈愛蔵版コミックス〉2024年、全8巻
- 『Ultra Red』、集英社〈ジャンプ コミックス〉2003年、全4巻
- 『僕と君の間に』、集英社〈ヤングジャンプ コミックス〉2004年 - 2006年、全3巻
- 『ブリザードアクセル』、小学館〈少年サンデーコミックス〉2005年 - 2007年、全11巻
  - （新装版）講談社〈講談社コミックス〉2018年、全6巻
- 『金剛番長』、小学館〈少年サンデーコミックス〉2008年 - 2010年、全12巻
  - （新装版）講談社〈講談社コミックス〉2018年、全6巻
- 『ちぐはぐラバーズ』、秋田書店〈少年チャンピオン・コミックス〉2012年、全2巻
- 『七つの大罪』、講談社〈講談社コミックスマガジン〉2013年 - 2020年、全41巻
- 『七つの短編 鈴木央短編集』講談社〈講談社コミックス〉、2014年10月17日発売、ISBN 978-4-06-395229-2
- 『黙示録の四騎士』、講談社〈講談社コミックスマガジン〉2021年 - 、既刊22巻（2025年7月16日現在）